# Carlos Novas
Carlos Novas Mateo (Santo Domingo, 31 gennaio 1992) è un cestista dominicano naturalizzato austriaco.